# Trichesthes transversicollis
Trichesthes transversicollis är en skalbaggsart som beskrevs av Moser 1918. Trichesthes transversicollis ingår i släktet Trichesthes och familjen Melolonthidae. Inga underarter finns listade i Catalogue of Life.